# 매기 로저스
매기 로저스(Maggie Rogers, 1994년 4월 25일 ~ )는 미국의 싱어송라이터이다. BBC 사운드 오브 2017 후보였다. 제62회 그래미상 신인상 후보에 올랐다.

## 음반 목록
- The Echo (2012)
- Blood Ballet (2014)
- Heard It in a Past Life (2019)
- Surrender (2022)